# Resonance (Jordan Rudess)
Resonance is het vierde soloalbum van Jordan Rudess, opgenomen en uitgebracht in 1999.
De nummers op het album zijn voornamelijk improvisaties op keyboards. Het is een instrumentaal album waarop Rudess zich richt op zijn lichte kant, zoals hij eerder ook al deed op Secrets of the Muse en later ook zou doen op albums als 4NYC en Christmas Sky.

## Track listing
Alle composities door Jordan Rudess.
1. Resonance – 9:55
2. Timeline – 10:27
3. Flying – 10:45
4. Catharsis – 5:15
5. Tears – 4:09

## Bezetting
Jordan Rudess - piano, keyboards